# Eunatalis porcata
Eunatalis porcata là một loài bọ cánh cứng trong họ Cleridae có mặt ở Úc

## Hình ảnh

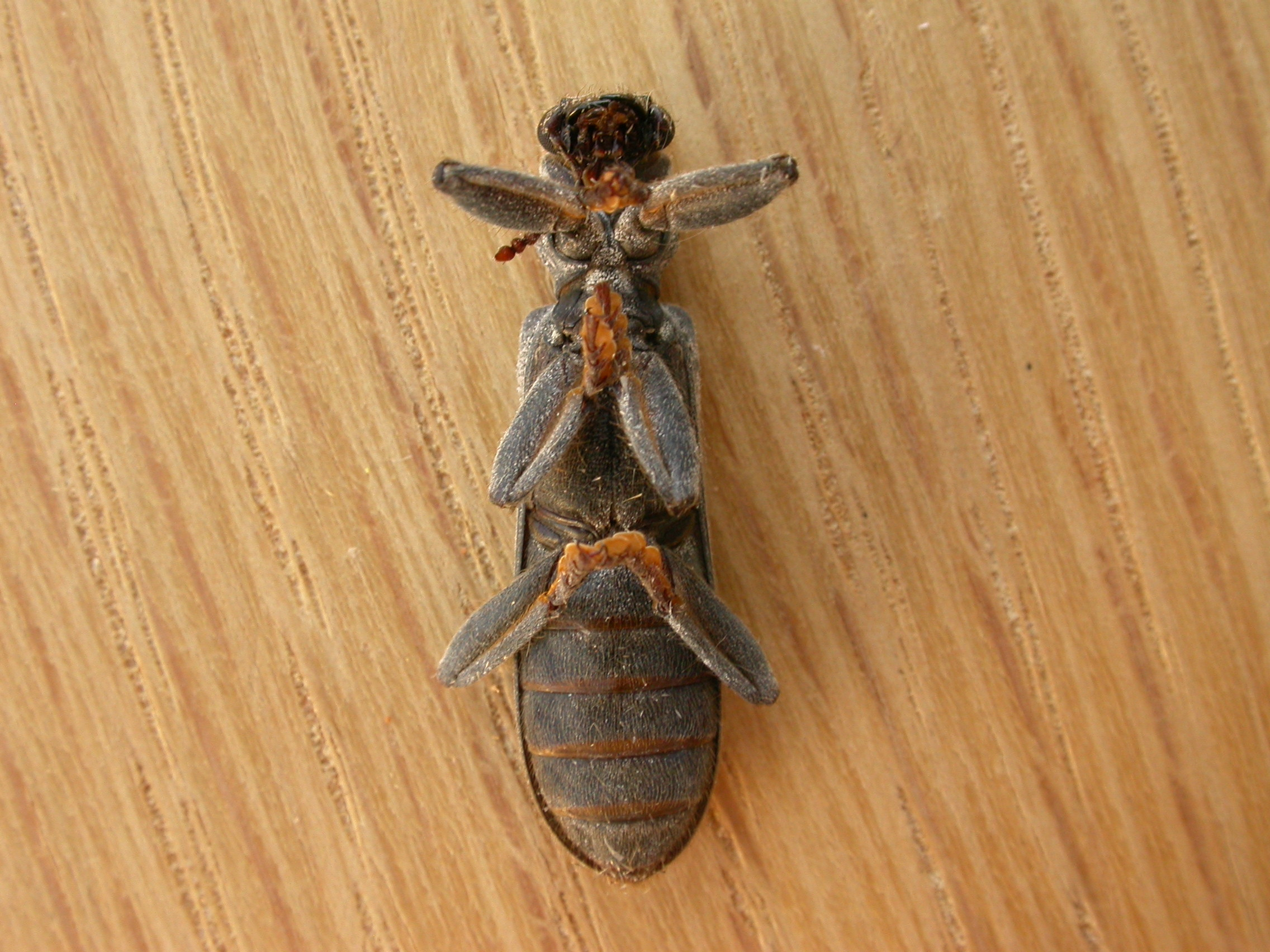
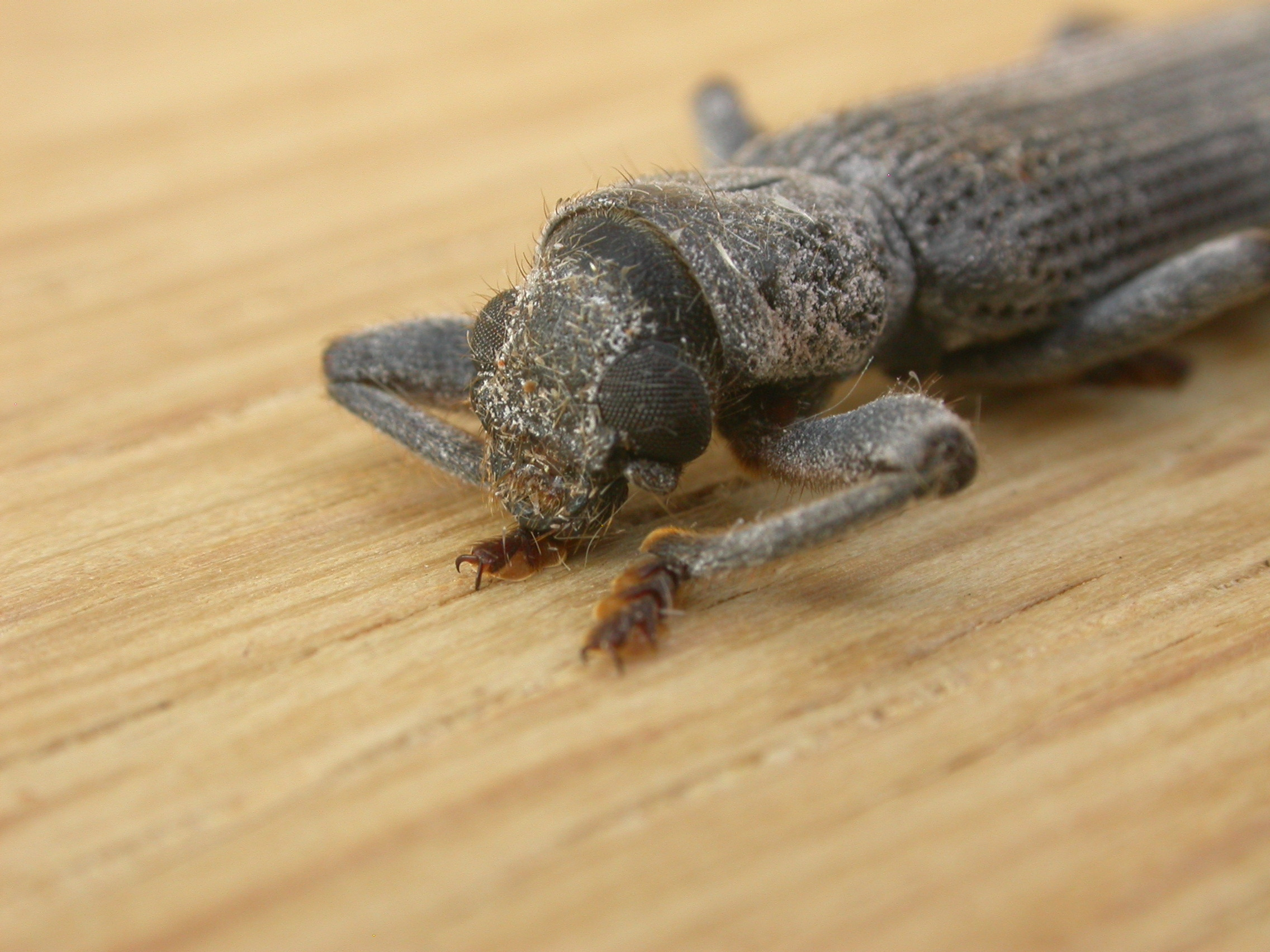
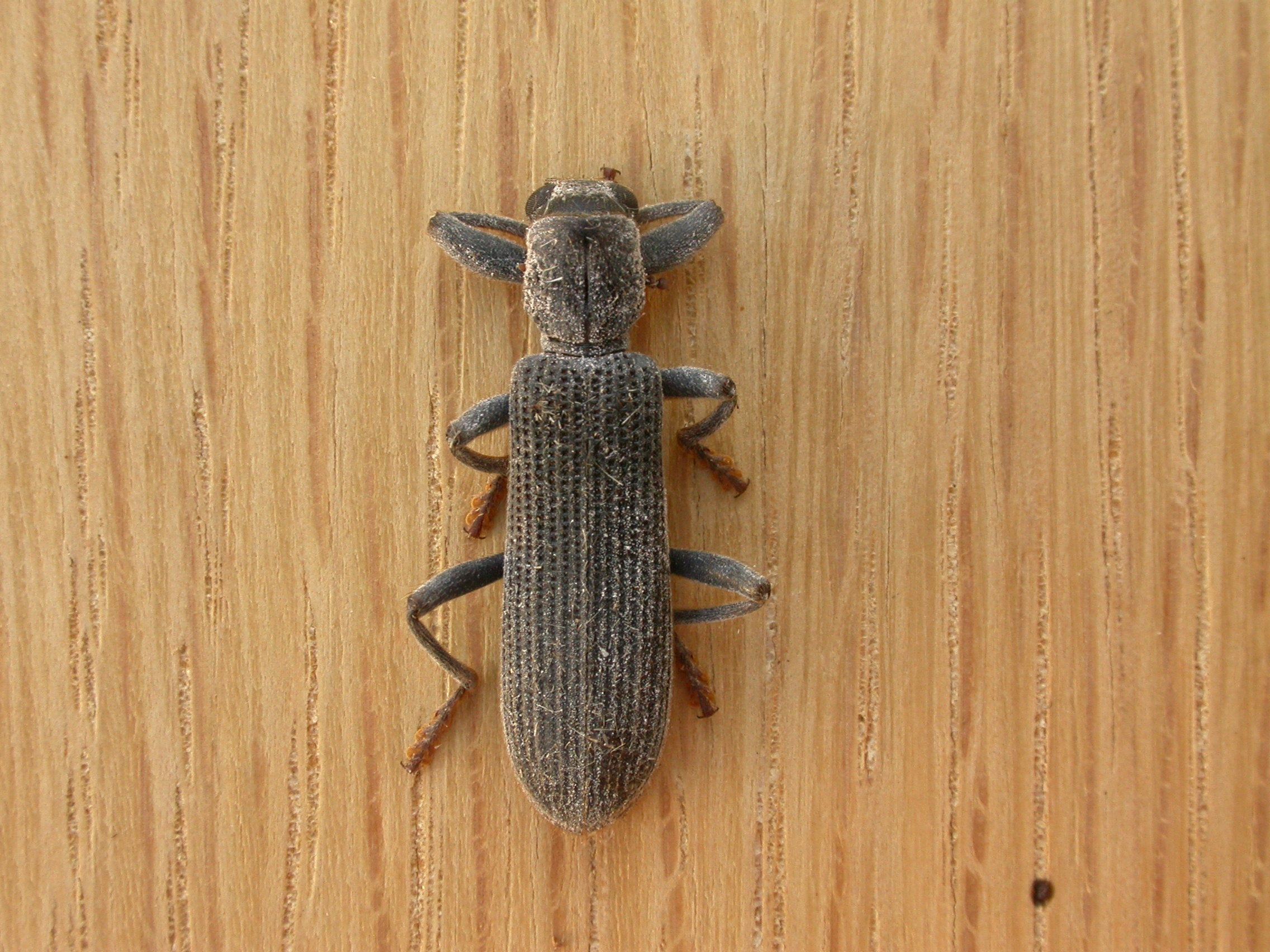
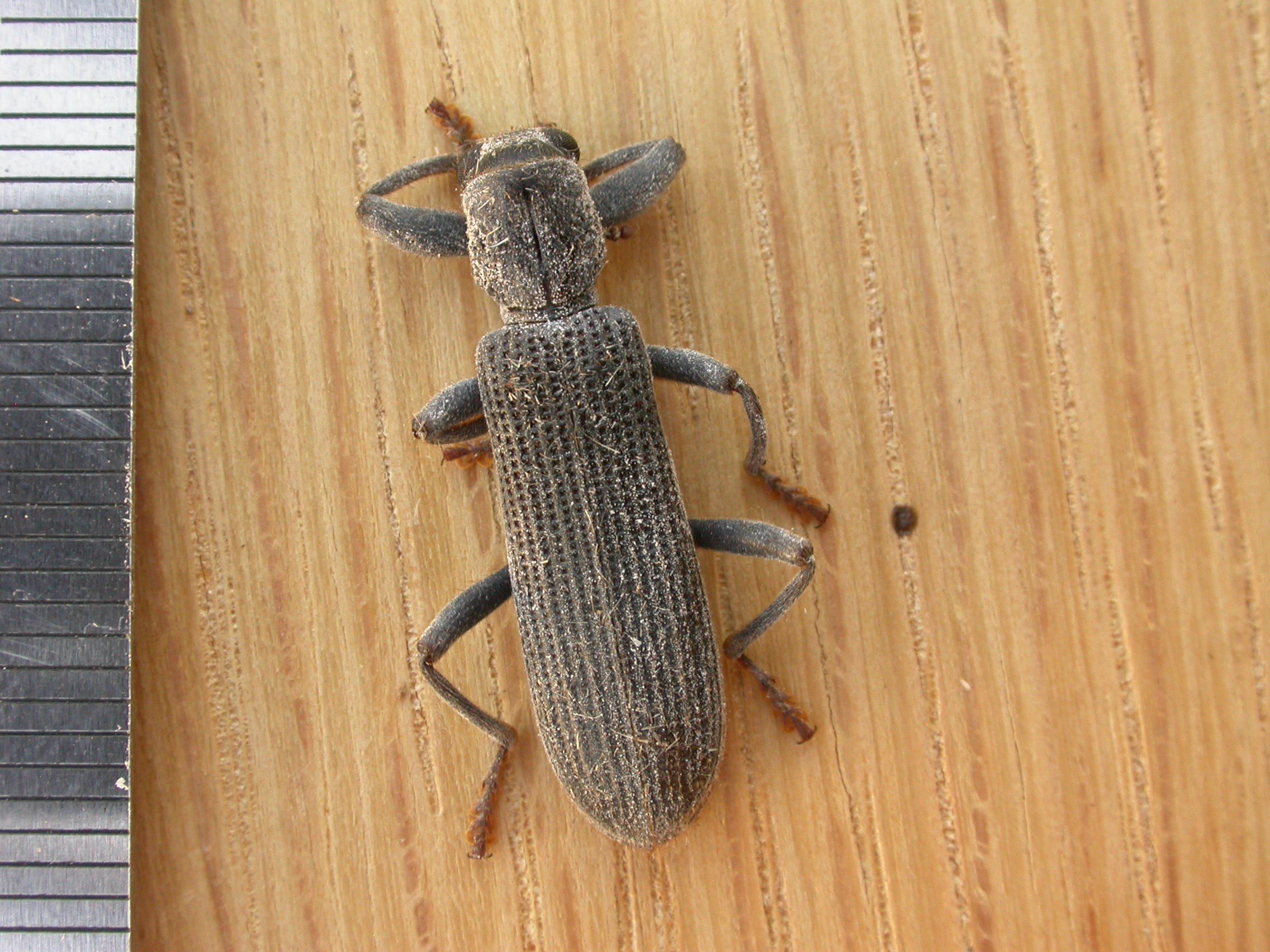